# Samedragt
Samedragt eller samekofte (nordsamisk: gákti) er navnet på den traditionelle samiske folkedragt. Samedragterne bruges på tværs af landegrænserne langs Nordkalotten i lighed med det samiske sprog og andre kulturelle særtræk. Form, farve og mønster på kofte og hue varierer stærkt fra distrikt til distrikt, og til en vis grad følger dragtvariationerne de samiske dialekter.
Samedragten består af en kofte med lange ærmer, som bæres med bælte. Mandskoften er kortere end kvindekoften. Huerne er helt forskellige for mænd og kvinder. Det samme er pandebåndene i de områder, hvor disse bruges. Pandebåndene er også forskellige til hverdag og til fest. Oprindelig blev kofterne syet i skind, men i nyere tid har man brugt hjemmevævet eller industriproduceret stof. Normalt bruges uld, men kofterne kan også syes i bomuld og silke. Kofter og luer bliver dekoreret med bånd, blonder, tintrådsbroderier, sølv og skind. Dragten kan vise religiøst tilhørsforhold, lokalt tilhørsforhold, slægtskab, og om man er gift eller ugift.
I dag bruger kun et fåtal samedragten til daglig. De fleste bruger den mest til fest og ved specielle anledninger.